# Jorge Remes Lenicov
Jorge Luis Remes Lenicov  (La Plata, 23 de septiembre de 1948) es un economista, profesor universitario, diplomático, escritor y político argentino, que ocupó varios cargos en el Estado, entre ellos el Ministerio de Economía durante el gobierno provisional de Eduardo Duhalde.

## Biografía

### Comienzos
Obtuvo el título de licenciado en Economía en la Universidad Nacional de La Plata, período en el cual inició su militancia en el Partido Justicialista. 
Comenzó su carrera profesional en 1971 como docente e investigador en la Facultad de Ciencias Económicas de la Universidad Nacional de La Plata, en la que también fue director del Departamento de Economía y luego Secretario de Asuntos Académicos. En 1975 fue nombrado Analista Principal en el Ministerio de Economía de la Nación.
Con la llegada del gobierno militar en 1976, por su participación en la política universitaria dieron lugar a que se exiliara junto con su familia en Bolivia.

### Vuelta de la democracia (1984-89)
Al regreso de la democracia, Jorge Remes Lenicov trabajó en el Ministerio de Economía de la Provincia de Buenos Aires como Director Provincial de Estudios Económicos (1984-85) y ganó el concurso de Profesor Titular de Teoría Coyuntural en la Facultad de Ciencias Económicas de la UNLP. 
En 1985 creó el Centro de Estudios para la Renovación Justicialista de La Plata (CEPARJ), fue asesor del diputado nacional Antonio Cafiero y consultor externo del Banco Interamericano de Desarrollo y del Programa de las Naciones Unidas para el Desarrollo. En 1987 fue nombrado Jefe de Asesores en la Gobernación de Antonio Cafiero en la Provincia de Buenos Aires.

### Ministro de Economía de la Provincia de Buenos Aires (1989-97)
La crisis económica hiperinflacionaria de 1989 condujo a su designación como ministro del área, durante la gobernación de Antonio Cafiero. En ese cargo atravesó la crisis y contribuyó a estabilizar la economía provincial. 
En 1991 el gobernador entrante Eduardo Duhalde le dio continuidad en dicho ministerio: se logró expandir la inversión pública y alcanzar el equilibrio fiscal sin aumentar la presión tributaria. Toda la gestión se fue registrando en la revista trimestral Noticias de Economía (48 números), mientras que los estudios de base realizados se publicaron en los Cuadernos de Economía (35 números); ambas publicaciones fueron creadas durante su gestión. Se mantuvo en funciones hasta 1997.

### Diputado de la Nación (1997-2002)
En 1997 fue elegido Diputado Nacional por la provincia de Buenos Aires, siendo reelegido en 2001; renuncia en enero de 2002 para asumir como ministro de Economía de la Nación. En el Congreso fue presidente de la Comisión del Mercosur y autor de la Ley de Responsabilidad Fiscal y Calidad de la Gestión Pública (Ley 25.152).

### Ministro de Economía de la Nación (2002)
En 1999 el candidato a Presidente, Eduardo Duhalde, postuló a Jorge Remes Lenicov, como su candidato a Ministro de Economía, en caso de ganar las elecciones. Durante su campaña Duhalde enfatizó que la solución no era ajustar más la economía sino aumentar la producción, criticando así las medidas de austeridad impulsadas desde el FMI. Según Lenicov en 1996 el presidente tendría que haber cambiado el "modelo" económico (salir de la convertibilidad), ya que el problema no era la hiperinflación como en 1989, sino el desempleo y la depresión. Finalmente triunfó en las elecciones el candidato opositor Fernando De la Rúa.   
Al sobrevenir la crisis de diciembre, Eduardo Duhalde asumió la presidencia de la Nación el 1 de enero de 2002 y Jorge Remes aceptó el cargo de ministro de economía, asumiendo dos días después. La situación económica heredada en ese momento estaba descontrolada, con los bancos cerrados, las cuentas bancarias en el llamado corralito, declarado por el gobierno de Fernando De la Rúa, el default declarado oficialmente y el malestar social expresado en miles de manifestaciones populares en todo el país. 
Sin posibilidad matemática de mantener la paridad cambiaría debido al muy fuerte retraso cambiario, el nuevo gobierno decidió derogar la Ley de Convertibilidad y pesificar la economía. Otras medidas adoptadas fueron la pesificación y reprogramación de los depósitos en dólares según la ecuación 1 dólar = 1,40 pesos más la actualización (CER). Encaró las gestiones económicas para salir del corralito,  anunció la liberación de los depósitos retenidos por el gobierno del radical Fernando de la Rúadesde diciembre de 2001 por alrededor de 21.000 millones de dólares/pesos.
En 2004, la Corte Suprema de Justicia avaló la medida que posibilitó que todos los endeudados en dólares (estado, empresas, familias y PyMES) pudieran pagar sus deudas.
Además se congelaron las tarifas de los servicios públicos privatizados y se aplicaron impuestos a las exportaciones para capturar la sobreganancia derivada de la devaluación y financiar el programa de ayuda a los desocupados. La economía dejó de caer en marzo de 2002 y en abril comenzó a crecer, la inflación se mantuvo bajo control y no hubo ningún estallido social. Renunció el 30 de noviembre de 2002 siendo sucedido por Lavanga

### Actividad posterior
En junio de 2002, con acuerdo del Senado de la Nación, fue designado embajador argentino ante la Unión Europea, puesto que ocupó hasta el 10 de diciembre de 2011.
Entre 2013 y 2022 dirigió el Observatorio de la Economía Mundial creado en la Universidad Nacional de San Martín. Se publicaron 93 Boletines, con frecuencia mensual. Actualmente es docente de la UNSAM.
Desde 2013 hasta 2020 fue miembro del Consejo de Administración de la Fundación La Voz Pública para la verificación del discurso público, responsable del sitio Chequeado.com.
Es director de la filial provincia de Buenos Aires de la Asociación Argentina de Presupuesto y Administración Financiera Pública (ASAP) desde su creación en 2018.